# 東七松町

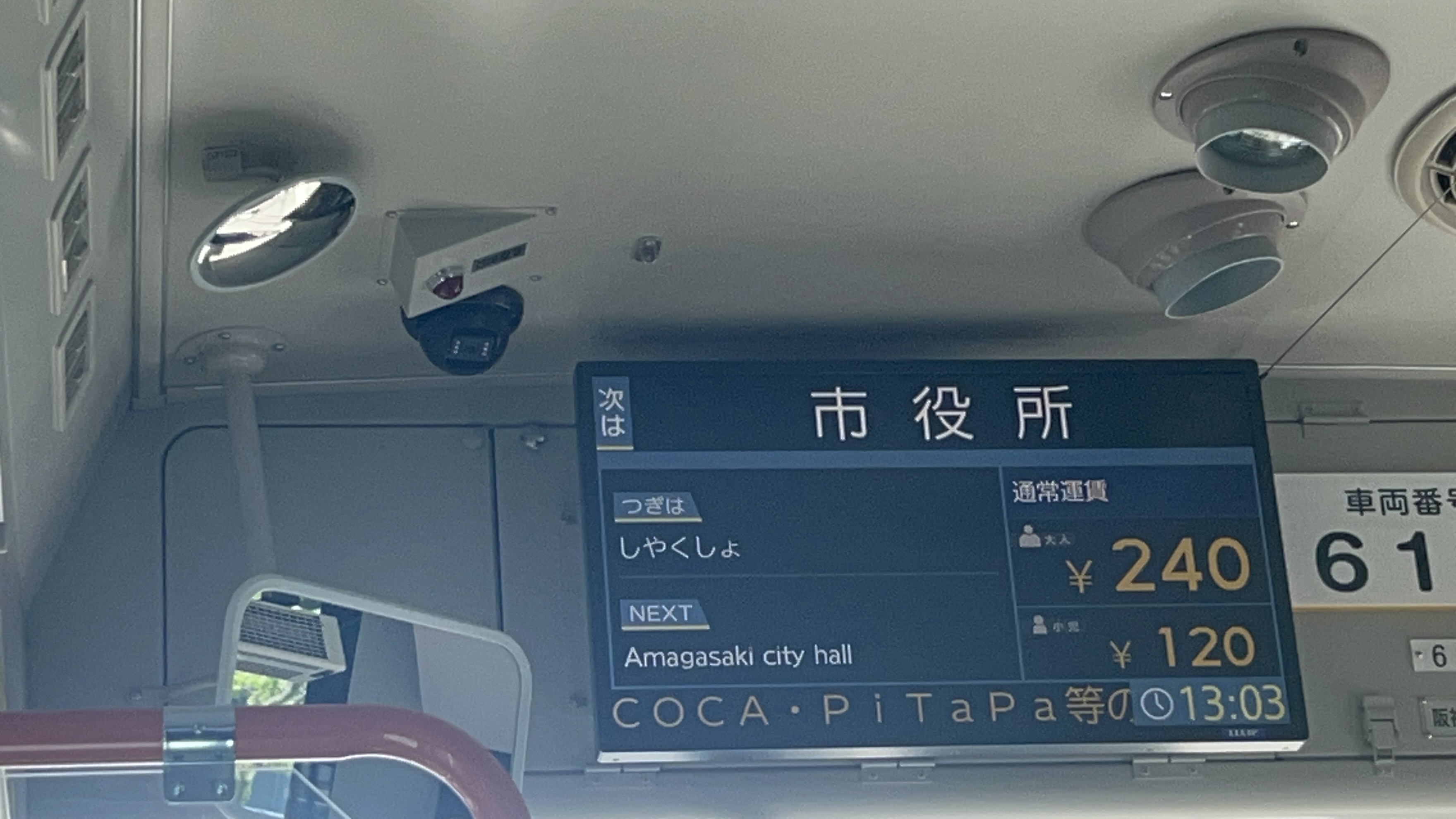
阪神バス市役所停留所案内

東七松町（ひがしななまつちょう）は、兵庫県尼崎市にある町丁。1丁目から2丁目まである。尼崎市の市役所所在町丁。郵便番号は660-0051。座標: 北緯34度44分01.593秒 東経135度24分21.131秒 / 北緯34.73377583度 東経135.40586972度

## 地理
東は東難波町、西は七松町、南は西難波町・東難波町、北は三反田町と隣接している。

## 交通

### 鉄道
鉄道は走っていない。

### バス

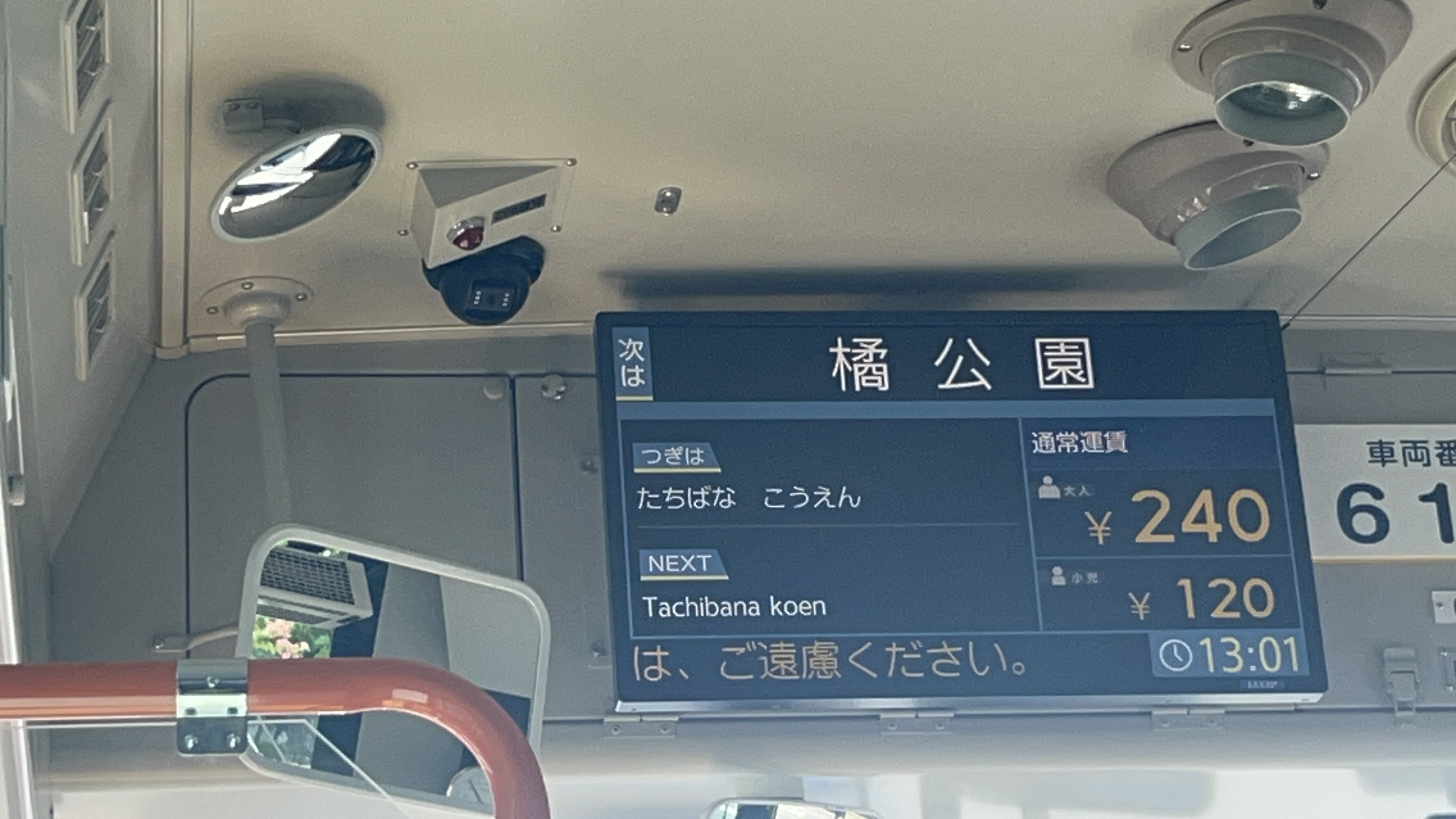
阪神バス橘公園停留所案内

| 路線番号 | 業者     | 起点         | 町内の停留所                      | 終点       |
| -------- | -------- | ------------ | --------------------------------- | ---------- |
| 14       | 阪神バス | 阪急塚口     | (七松町)-市役所-(西難波町)        | 阪神出屋敷 |
| 15       | 阪神バス | 阪急武庫之荘 | (七松町)-市役所-(西難波町)        | 阪神尼崎   |
| 31       | 阪神バス | 阪急塚口     | (七松町)-市役所-橘公園-(東難波町) | 阪神尼崎   |
| 43       | 阪神バス | 宮ノ北団地   | (七松町)-市役所-橘公園-(東難波町) | 阪神尼崎   |
| 43-2     | 阪神バス | 武庫営業所   | (七松町)-市役所-橘公園-(東難波町) | 阪神尼崎   |
| 49       | 阪神バス | 阪急武庫之荘 | (七松町)-市役所-(西難波町)        | 阪神出屋敷 |
| 50       | 阪神バス | JR尼崎南     | (東難波町)-橘公園-市役所-(七松町) | 阪神出屋敷 |
| 50-2     | 阪神バス | 阪神杭瀬     | (東難波町)-橘公園-市役所-(七松町) | 阪神出屋敷 |
| 50-4     | 阪神バス | JR尼崎南     | (東難波町)-橘公園-市役所-(七松町) | 武庫川     |
| 55       | 阪神バス | 阪急武庫之荘 | (七松町)-市役所-橘公園-(東難波町) | JR尼崎南   |
| AD1      | 阪神バス | 武庫営業所   | (七松町)-市役所-(西難波町)        | 北初島町   |

- 阪神バス橘公園停留所案内

## 校区
出典:
| 丁目 | 区域 | 小学校         | 中学校     |
| ---- | ---- | -------------- | ---------- |
| 1    | 全域 | 難波の梅小学校 | 中央中学校 |
| 2    | 全域 | 難波の梅小学校 | 中央中学校 |

## 施設

### 1丁目
- 尼崎市役所
- 橘公園
- 橘公園野球場
- 東七松子ども広場

### 2丁目
- 芦原公園
- 和らかの湯
- 尼崎市上下水道庁舎
- 焼肉ダイニング ワンカルビ 尼崎七松店
- 尼崎市立日新中学校[注 1]
- 尼崎市立中央中学校[注 1]